# 1562 Gondolatsch
1562 Gondolatsch è un asteroide della fascia principale del diametro medio di circa 11,52 km. Scoperto nel 1943, presenta un'orbita caratterizzata da un semiasse maggiore pari a 2,2263099 UA e da un'eccentricità di 0,0783908, inclinata di 4,88478° rispetto all'eclittica.
L'asteroide è dedicato all'astronomo tedesco Friedrich Gondolatsch (1904-2003).